# Motorische schors
De motorische schors of bewegingsschors is verantwoordelijk voor uitvoering en programmering van bewegingen.

## Anatomie
De motorische schors is het meest naar achteren gelegen deel van de frontale kwab, gelegen voor het midden (=fundus) van de sulcus centralis. Hij omvat respectievelijk de primaire motorische schors (brodmanngebied 4, soms ook M1 genoemd), gedeeltelijk gelegen in de sulcus centralis en de gyrus praecentralis, en de meer naar voren gelegen premotorische schors (brodmanngebied 6). Het mediale (meer naar binnen gelegen) deel van de premotorische schors wordt ook wel supplementaire motorische schors (area motoria supplementaria) genoemd (afgekort: SMA). Laag 5 van de primaire motorische schors is relatief dik. Hierin bevinden zich zeer grote piramidecellen, ook wel cellen van Betz genoemd. Laag 4 van de primaire motorische schors is daarentegen nauwelijks ontwikkeld. De primaire motorische schors wordt daarom ook wel agranulaire schors (niet-korrelige schors) genoemd. Daarentegen hebben de premotorische schors en de meer frontale gebieden in de cortex een veel sterker ontwikkelde korrellaag, vandaar de benaming granulaire schors.

## Functie
De premotorische schors en de supplementaire motorische schors zijn verantwoordelijk voor programmering, de primaire motorische schors voor uitvoering van bewegingen. De primaire motorische schors heeft een somatotope organisatie. Dit houdt in dat elk lichaamsdeel correspondeert met een specifiek gebied in de motorische schors (zie ook motorische homunculus.
Georgopoulos heeft in onderzoek van apen ontdekt dat zich in de primaire motorische schors neuronen bevinden die coderen voor de richting van een beweging. Deze neuronen hebben een voorkeursrichting, zoals een beweging van een stuurknuppel in een plat vlak en onder een hoek van 90 graden. De afstemming (tuning) van deze neuronen op specifieke richtingen is echter vrij breed of grof. Dit betekent dat zij ook vuren bij bewegingen in een richting die wat afwijkt van de voorkeursrichting (zoals een beweging van de stuurknuppel onder een hoek van 70 of 80 graden). De uiteindelijke richting van de beweging wordt dan ook niet bepaald door een enkel neuron, maar een hele populatie van neuronen, ook wel populatievector genoemd.

## In- en outputverbindingen
- Primaire motorische schors

De primaire motorische schors ontvangt input uit de volgende drie bronnen.
- a) Rechtstreeks van de nabijgelegen premotorische schors en de primaire somatosensibele schors (tastgebied). In het laatste geval komt de input uit gebieden van de somatosensibele schors die met dezelfde ledematen corresponderen.
- b) Vanuit de kleine hersenen via de ventrale laterale kern van de thalamus.
- c) Vanuit de receptoren van buig- en strekspieren in het ruggenmerg, via de ventraal posterieure laterale kern van de thalamus.

De outputverbindingen van de primaire motorische schors worden vooral gevormd door lange corticospinale vezels die ontspringen in laag 5, en projecteren naar de motorische zenuwen in het ruggenmerg. Deze zijn onderdeel van het piramidale systeem. Ook zijn er outputverbindingen vanuit laag 6 naar de thalamus.
- Premotorische schors

De premotorische schors en de supplementaire motorische schors ontvangen eveneens input uit subcorticale gebieden als de kleine hersenen en de basale kernen (vooral: de globus pallidus en het putamen). Ook deze verbindingen lopen via de thalamus (ventraal laterale en ventraal anterieure kernen). Ook zijn er veel inputconnecties met de cortex parietalis posterior. Deze verschaft de ruimtelijke coördinaten van bewegingstrajecten.
De motorische schors is via een complex stelsel van lusvormige circuits verbonden met subcorticale gebieden als de kleine hersenen en de basale kernen. Deze circuits zijn verantwoordelijk voor zowel de voorbereiding als de uitvoering van allerlei bewegingen. Zo zijn de bewegingsstoornissen die optreden bij de ziekte van Parkinson en de ziekte van Huntington grotendeels een gevolg van defecten in structuren of verbindingen binnen de basale kernen.